# Дом Каноббио
Дом Ф. Каноббио (Канобио) — историческое здание в Пушкине по адресу Леонтьевская улица, дом 18. Построено в 1815 году, имеет статус объекта культурного наследия федерального значения.

## История
Первым владельцем дома был смотритель Таицкого водовода Царскосельского дворцового правления инженер-поручик Франциск Каноббио. Деревянный дом для него спроектировал архитектор В. И. Гесте в 1814 году, а закончен дом был в 1815 году. Хозяин так и не успел до своей смерти в 1819 году оформить все документы на владение домом, и поселились в нём уже наследники Каноббио. В 1832—1851 годах домом владел австрийский архитектор Себастьян Черфолио. В 1851 году дом перешёл к жене действительного статского советника Е. И. Кузьминской (Воеводской). По её заказу дом был перестроен по проекту И. А. Монигетти, сооружены боковые мезонины, а также подъезд к дому от Леонтьевской улицы. В то же время по проекту Николая Никитина дом был расширен в сторону двора. В 1859—1874 годах домом владел действительный статский советник И. Г. Кузьминский, в 1874—1915 годах — доктора медицины И. М. Ост и А. И. Ост (сын предыдущего). С 1905 по 1917 год в доме жил Л. З. Лансере, председатель правления Русского страхового общества. После Октябрьской революции дом стал многоквартирным, выделено три квартиры. 
В 1954—1955 годах выполнен капитальный ремонт дома с его частичной перепланировкой. В процессе ремонта был уничтожен вход с улицы. В 2010-е годы приспособлен под размещение музея и кафе.

## Архитектура
Деревянный дом выстроен в стиле классицизма. Он имеет один этаж с крестообразным мезонином. Главный фасад сохраняет первоначальный вид. По его центру — крепованный ризалит, над которым — мезонин с полуциркульным венецианским окном. В простенках первого этажа расположены две ионические полуколонны с волютами. Мезонин обрамляют двусторонние пилястры тосканского ордера. Бревенчатые стены обшиты тёсом и окрашены.